# (10931) Ceccano
(10931) Ceccano ist ein Asteroid des Hauptgürtels, der am 16. Februar 1998 vom italienischen Astronomen Gianluca Masi am Bellatrix-Observatorium (Sternwarten-Code 470) in Ceccano entdeckt wurde.
Der Asteroid ist nach der Stadt Ceccano in der italienischen Region Latium benannt, in der dieser Himmelskörper entdeckt wurde.